# Philosepedon helicis
Philosepedon helicis är en tvåvingeart som först beskrevs av Dyar 1929.  Philosepedon helicis ingår i släktet Philosepedon och familjen fjärilsmyggor. Inga underarter finns listade i Catalogue of Life.